# 토리첼리의 정리

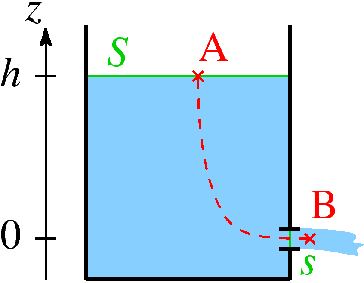

토리첼리의 정리(Torricelli's theorem)는 수조 측면 하부의 대기와 개방된 비교적 작은 구멍을 통하여 유출되는 유체(Fluid)의 속도(Velocity) 값을 계산하는 공식으로, 이 때 구멍이 작아 수조의 수위 하강 속도는 무시하고 계산한다. 베르누이 정리 중 비압축성 흐름(incompressible flow) 방정식의 변형된 수식이다.

## 공식
기본 공식:
{\displaystyle \Rightarrow v={\sqrt {2gh}}}
v(m/s) - 유체 속도
g(m/s2)- 중력가속도
h(m) - 기준점에서의 높이
아래와 같은 공식에서 유도됩니다. (단, 위의 h는 아래의 z 와 같습니다. 기호만 다름)
{\displaystyle {v^{2} \over 2}+gz+{p \over \rho }={\text{constant}}}
{\displaystyle gz+{p_{atm} \over \rho }={v^{2} \over 2}+{p_{atm} \over \rho }}
{\displaystyle \Rightarrow v^{2}=2gz\,} :{\displaystyle \Rightarrow v={\sqrt {2gz}}}

## 조건
비압축성 유체(incompressible fluid), 비점성 유체(inviscid fluid), 대기(1atm : atmosphere)에 개방, 수위의 하강 속도를 무시할 정도의 작은 구멍(토출구)
h1은 기준면(수조바닥)에서 수조 수위까지의 높이
h2는 기준면(수조바닥)에서 토출면(작은 구멍)까지의 높이
h는 토출면(작은 구멍)에서 수조 수위까지의 높이

## 베르누이 방정식에서의 유도
ν12/2 + gh1 + p1/ρ = ν22/2 + gh2 + p2/ρ 에서
- p1 과 p2는 모두 대기압 상태이므로 같은 값을 가지고, ρ는 비압축성유체로 정의 되므로 p1/ρ 와 p2/ρ는 동일한 값을 가짐

→ ν12/2 + gh1 + p1/ρ = ν22/2 + gh2 + p2/ρ → ν12/2 + gh1 = ν22/2 + gh2
- ν1 은 주어진 공식의 조건에서 수위의 하강 속도를 무시하므로 0으로 간주함

→ ν12/2 + gh1 = ν22/2 + gh2 → gh1 = ν22/2 + gh2 → gh1 - gh2 = ν22/2 → g(h1-h2) = ν22/2
- h1-h2는 토출면(작은 구멍)에서 수조 수위까지의 높이이므로

→ g(h1-h2) = ν22/2 → gh = ν22/2 → ν22/2 = gh
- 양변에 2를 곱하면

→ ν22 = 2gh → ν = √2gh 로 유도됨.

## 같이 보기
- 다르시의 법칙
- 동압
- 푸아죄유의 법칙
- 나비에-스토크스 방정식
- 파스칼의 원리
- 포텐셜 유동
- 압력
- 크리핑 유동
- 스트로스 흐름 상수
- 유동 함수

## 참고 문헌
- 김경호. 〈6.4 베르누이 방정식의 응용〉. 《수리학》 초판. 한티미디어.